# Еполетоподібна застібка
Еполе́топоді́бна за́стібка — характерна прикраса древніх удмуртів, являє собою пряжку для паска.

Еполетоподібна застібка з бронзи

Прикраса була поширена переважно в Удмуртському Прикам'ї та в басейні В'ятки. Відомо приблизно 200 екземплярів, знайдених більш як на 50 археологічних пам'ятках, які датуються III століттям до н. е.-VII століттям н. е.
Еполетоподібна застібка складається з 3 частин:
- округла бляха, яка прикріплюється до шкіряного паска;
- пластинка з гачком на зворотному боці;
- металічний стрижень або джгут, який з'єднує попередні дві частини.

Прикрасу виготовляли з бронзи способом відливки та штампування. Найбільш ранні екземпляри невеликі, до 4,5 см, мають один з'єднувальний джгут. Пізніші екземпляри досягають 35 см, а кількість з'єднувальних джгутів збільшується до 13.